# Trådkällmossa
Trådkällmossa (Philonotis caespitosa) är en bladmossart som beskrevs av Jakob Jacob Juratzka. Trådkällmossa ingår i släktet källmossor, och familjen Bartramiaceae. Arten är reproducerande i Sverige.